# Atom Trefl Sopot 2015-2016
Questa voce raccoglie le informazioni riguardanti l'Atom Trefl Sopot nelle competizioni ufficiali della stagione 2015-2016.

## Organigramma societario
Area direttiva
- Presidente: Roman Kniter

Area tecnica
- Allenatore: Lorenzo Micelli
- Allenatore in seconda: Tomasz Wasilkowski

## Rosa
| N° | Nome                  | Ruolo | Data di nascita   | Nazionalità sportiva |
| -- | --------------------- | ----- | ----------------- | -------------------- |
| 1  | Maja Tokarska         | C     | 22 febbraio 1991  | Polonia              |
| 2  | Maret Grothues        | S     | 16 settembre 1988 | Paesi Bassi          |
| 5  | Ol'ha Savenčuk        | S/O   | 20 maggio 1988    | Ucraina              |
| 6  | Anna Podolec          | S/O   | 30 ottobre 1985   | Polonia              |
| 7  | Magdalena Damaske     | S     | 19 febbraio 1996  | Polonia              |
| 8  | Zuzanna Efimienko     | C     | 8 agosto 1989     | Polonia              |
| 9  | Danica Radenković     | P     | 9 ottobre 1992    | Serbia               |
| 10 | Anna Kaczmar          | P     | 26 settembre 1985 | Polonia              |
| 11 | Justyna Łukasik       | C     | 27 maggio 1993    | Polonia              |
| 12 | Falyn Fonoimoana      | S     | 13 marzo 1992     | Stati Uniti          |
| 13 | Agata Durajczyk       | L     | 19 agosto 1989    | Polonia              |
| 14 | Klaudia Kulig         | L     | 1º maggio 1997    | Polonia              |
| 15 | Brittnee Cooper       | C     | 26 febbraio 1988  | Stati Uniti          |
| 16 | Klaudia Kaczorowska   | S     | 20 dicembre 1988  | Polonia              |
| 18 | Katarzyna Zaroślińska | S/O   | 3 febbraio 1987   | Polonia              |